# واق أنثوي

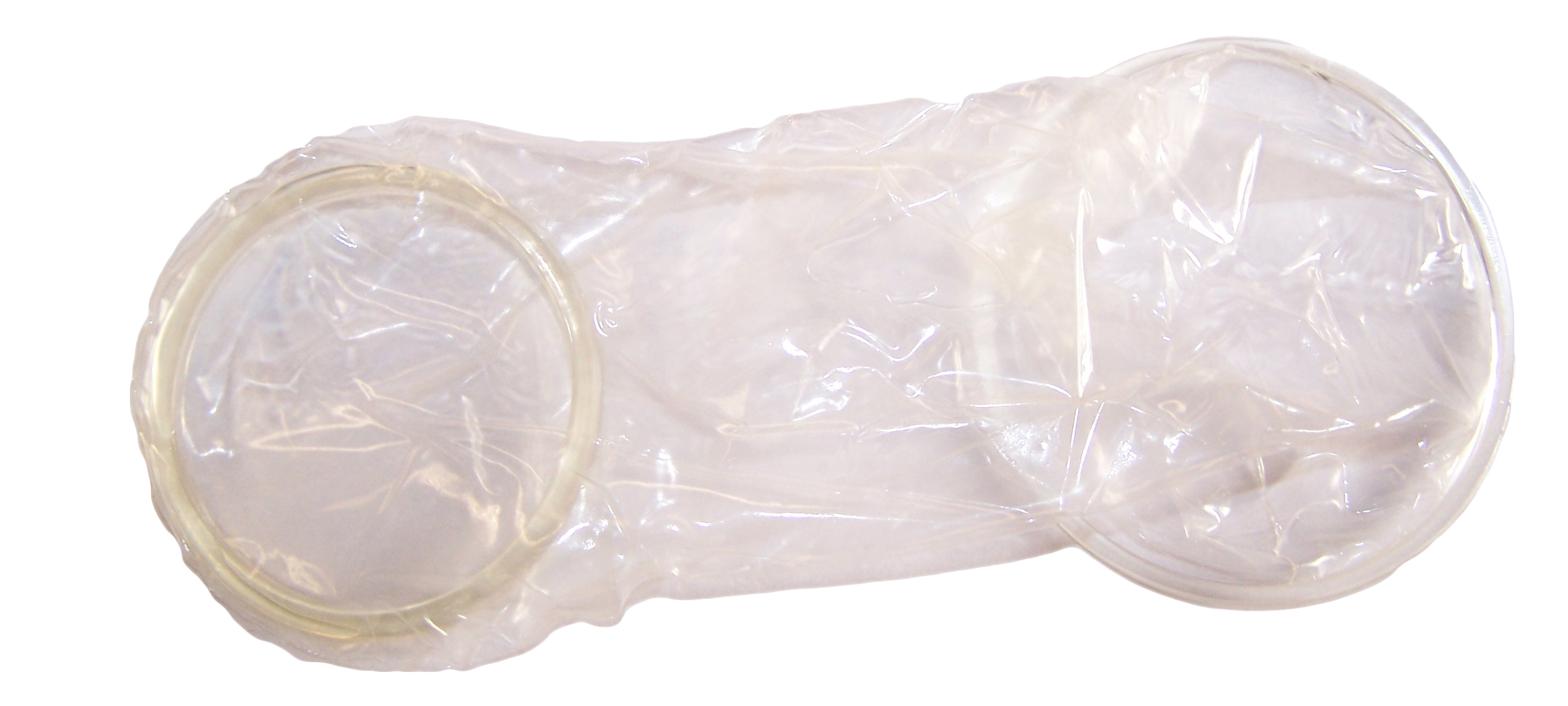
واقي أنثوي

الواقي الأنثوي (بالإنجليزية: Female condom)‏ عبارة عن غلاف أو جراب بلاستيك طويل يتم فرده بطول المهبل ليغطيه كليا قبل الجماع. وله نهايتان أحداهما مغلقة والأخرى مفتوحة، مع وجود حلقة مرنة عند كل نهاية. ويعمل الواقي الأنثوي أيضا على الحماية من الإصابة بالأمراض المنقولة جنسيا.

## طريقة العمل
يعمل الواقي الأنثوي في منع الحمل عن طريق الاحتفاظ بالسائل المنوي بداخله ومنع دخوله إلى المهبل أثناء الجماع، وكأنه جراب يتم الاحتفاظ بالسائل المنوي بداخله.

## الفاعلية
تتراوح نسبة فاعلية الواقي الأنثوي في منع الحمل بين 79% - 95% سنويا تبعا لقدرة السيدة على استعماله بطريقة مثالية.

## المميزات والعيوب

### المميزات
- يساعد على الوقاية من انتشار الأمراض المنقولة جنسيا Sexually Transmitted Diseases .
- ليس له أي تأثير على أجهزة الجسم المختلفة أو على خصوبة السيدة.
- لا يعتمد استخدامه على حدوث الانتصاب مثل الواقي الذكرى.

### العيوب
- قد ينزلق الواقي الأنثوي إلى داخل المهبل أثناء الاتصال الجنسي.
- الحلقة المرنة الموجودة عند طرفه الخارجي قد تسبب أحيانا تهيج أو حساسية للمهبل.
- الحلقة المرنة الموجودة عند طرفه الداخلي قد تسبب أحيانا تهيج أو حساسية للقضيب.
- قد ينقطع الواقي أو يتسرب منه السائل المنوي أثناء الجماع فيفقد فاعليته في منع الحمل.

### و يجب توضيح ان
- لا يمكن استخدام الواقي الأنثوي والعازل الذكري معا في نفس الوقت حيث من الممكن ان يتمزقا بسبب الاحتكاك
- تحرك الواقي الأنثوي من جانب إلى آخر أثناء الاتصال الجنسي يعتبر شيئا طبيعيا.

## طريقة الاستخدام
يتم وضع الواقي الأنثوي قبل الجماع ولمدة تصل إلى 8 ساعات قبل الجماع. و يكون استخدام الواقي الأنثوي صعب في البداية بالنسبة للمرأة، لكن مع تكرار عملية وضعه تعتاد المرأة على ذلك ويصبح استخدامه سهلا. و يمكن استخدام المواد القاتلة للحيوانات المنوية لزيادة فاعلية الواقي الأنثوي في منع الحمل.

### و تتمثل خطوات استعمال الواقي الأنثوي في الخطوات التالية

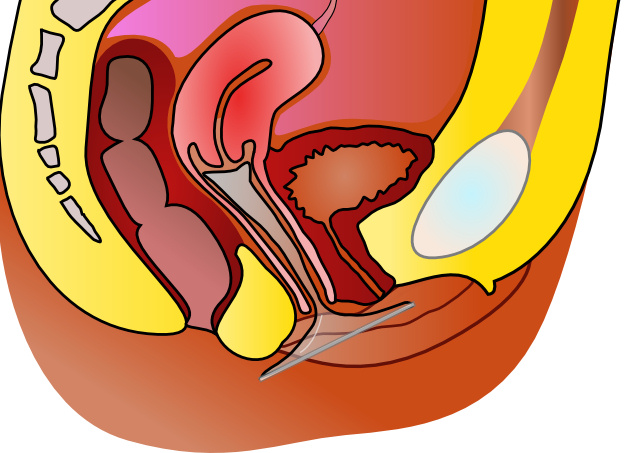
الوضع السليم للواقي الأنثوي

- يوضع الطرف المغلق من الواقي الأنثوي داخل المهبل بينما يظل الطرف المفتوح عند شفتي المهبل.
- يتم دهان الواقي الأنثوي بمادة لزقة من الداخل والخارج لسهولة إدخال الواقي الأنثوي ( توجد مع الواقي زجاجة تحتوى على سائل من مادة لزقة).
- يتم الإمساك بالحلقة المرنة المغلقة الموجودة في النهاية الداخلية للواقي بواسطة إصبعي الإبهام والسبابة أو الإبهام والوسطى .
- تختار السيدة الوضع الأكثر راحة بالنسبة لها لإدخال الواقي ( وضع القرفصاء، أو تقوم برفع رجل واحدة على كرسي، أو تستلقي على ظهرها).
- تقوم بأبعاد شفتي المهبل عن بعضهما بأصابع اليد، ويتم إدخال الحلقة المغلقة برفق إلى داخل المهبل .
- يتم إدخال إصبع السبابة داخل الواقي ويتم دفع الحلقة الداخلية المغلقة إلى أقصى حد ممكن حتى يغطي عنق الرحم. و يجب التأكد ان الواقي لم يتم التفافه أثناء إدخاله ( شكل رقم 3 ).
- يتم إبقاء الحلقة الخارجية المفتوحة من الطرف الآخر للواقي في خارج المهبل .
- عند حدوث الاتصال الجنسي، يقوم الرجل بإدخال القضيب خلال الحلقة الخارجية المفتوحة للواقي الموجودة خارج المهبل. و يتم إدخال القضيب داخل الواقي والتأكد من ألا يتم إدخاله بين الواقي وجدار المهبل (أي خارج الواقي).
- بعد الانتهاء من الجماع، يتم لف الحلقة الخارجية للواقي للاحتفاظ بالسائل المنوي داخل الواقي وضمان عدم تسربه ثم يتم سحب الواقي إلى الخارج وإخراجه برفق
- يتم التخلص من الواقي الأنثوي، حيث لا يتم إعادة استخدامه مرة أخرى .